# Philoliche bukamensis
Philoliche bukamensis är en tvåvingeart som först beskrevs av Joseph Charles Bequaert 1913.  Philoliche bukamensis ingår i släktet Philoliche och familjen bromsar.
Artens utbredningsområde är Kongo. Inga underarter finns listade i Catalogue of Life.